# Corps Rhenania Freiburg
Das Corps Rhenania Freiburg ist eine pflichtschlagende und farbentragende Studentenverbindung im Kösener Senioren-Convents-Verband (KSCV). Es ist das Corps mit den meisten lebenden Mitgliedern und vereint Studenten und Alumni der Albert-Ludwigs-Universität Freiburg. Die Corpsmitglieder werden Freiburger Rhenanen genannt.

## Couleur

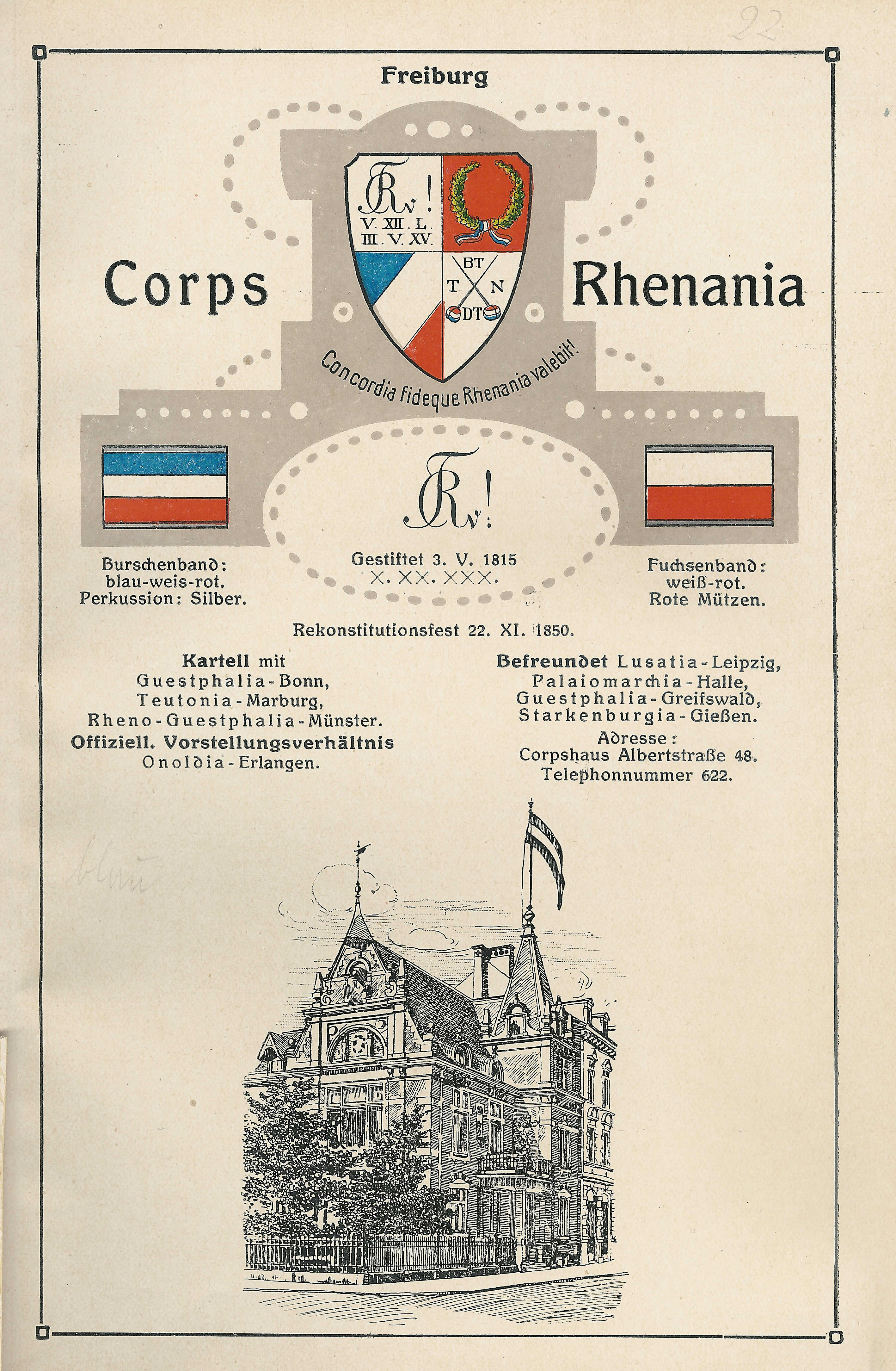
Rhenania Freiburg (1912)

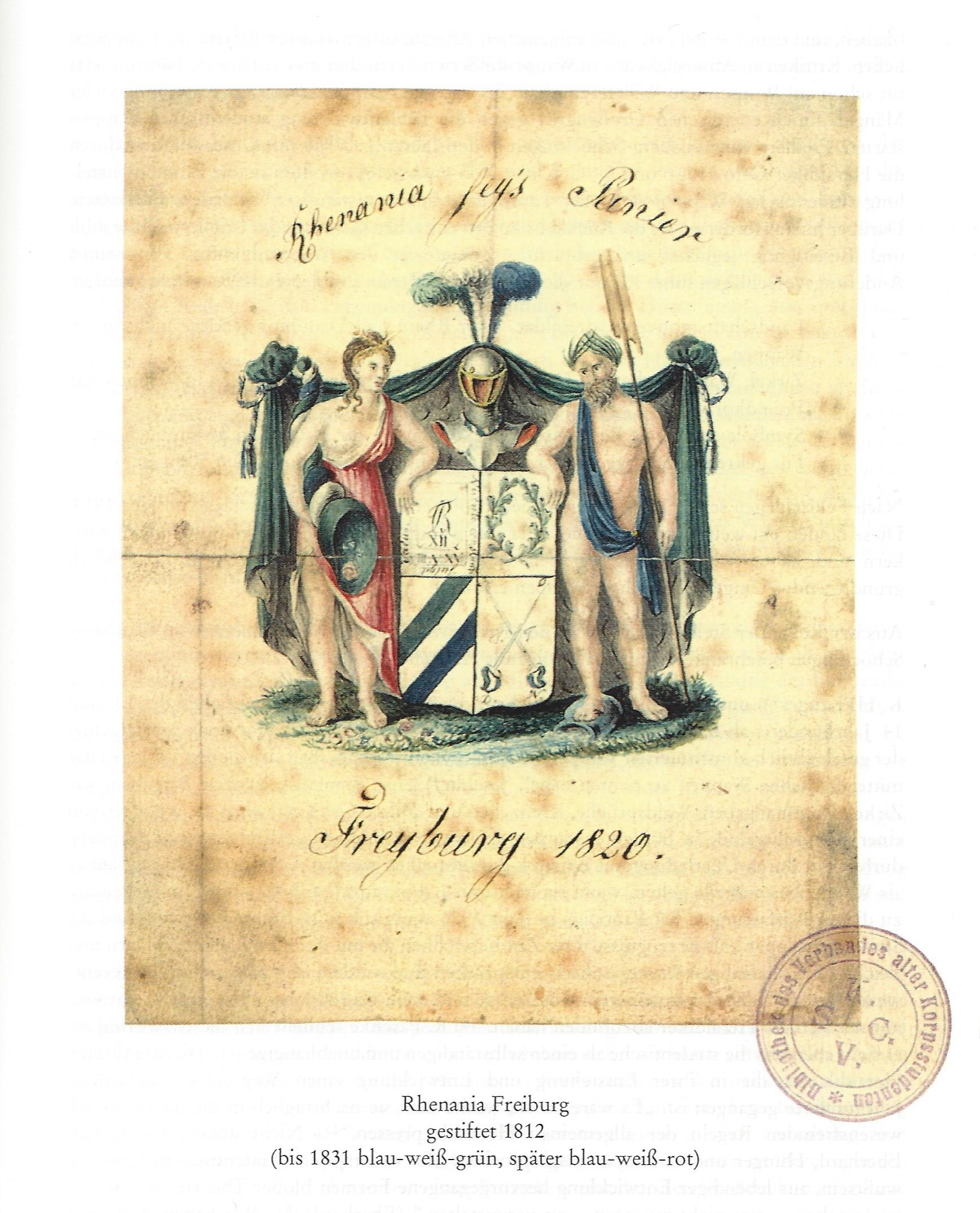
Rhenanias altes Wappen (1820)

Rhenania hat die Farben dunkelblau-weiß-rot mit silberner Perkussion. Die rote Studentenmütze wird auf dem Hinterhaupt getragen. Zur Kneipe tragen die Corpsburschen blaue Kneipjacken, die mit weißen Kordeln ziseliert sind. Das Fuchsband ist weiß-rot.
Der Wahlspruch ist Concordia fideque Rhenania valebit! Der Wappenspruch ist Brudertreue trennt nur der Tod. Der Zirkelspruch lautet Circulus fratrum Rhenaniae vivat!

## Geschichte

Altes Corpshaus der Rhenania (1892)

Das Corps Rhenania wurde am 21. September 1812 von den Studenten der Medizin Karl Joseph Beck aus Gengenbach und Karl Friedrich Brodhag aus Kandern gestiftet. Sie ist damit die älteste existierende Verbindung der Universität Freiburg. Nach der durch die Befreiungskriege erzwungenen Suspendierung stiftete Karl Joseph Leo das Corps Rhenania Freiburg am 3. Mai 1815 erneut. Im Juni 1815 gründeten Rhenania und Suevia den Freiburger Senioren-Convent (SC), die älteste Vereinigung studentischer Korporationen in Freiburg. Trotz der Repression infolge der Karlsbader Beschlüsse von 1819 entwickelte sich Rhenania schnell zu einer wichtigen studentischen Gruppierung an der Albert-Ludwigs-Universität.
Aufgrund Mitgliedermangels musste das Corps am 13. August 1843 suspendieren, konnte aber von Alfred Courtin am 22. November 1850 rekonstituiert werden. Rhenania und Suevia bildeten 1850 wieder einen gemeinsamen SC. Seit 1856 gehört Rhenania über den Freiburger SC dem Kösener Senioren-Convents-Verband (KSCV) an.
Seit dem Jahre 1888 wird eine bis heute regelmäßig halbjährlich erscheinende Corpszeitung herausgegeben. Seit 1923 erscheint sie unter dem Namen „Der Bote vom Oberrhein“. In den über 120 Jahren ihres Bestehens ist diese Zeitung von nur fünf Corpsbrüdern herausgegeben worden.
Wegen des Duells Vering–Salomon wurde Rhenania im Februar 1890 vom Senat der Universität suspendiert; zwei Monate firmierte sie unter dem Namen Helvetia (grün-rot-gold). 1889 wurde ein Alte Herren-Komitee gegründet, 1906 der Verein „Alter Freiburger Rhenanen“, der die Interessen der Altherrenschaft gegenüber den Aktiven und Inaktiven des Corps vertritt, größere, gemeinsame Veranstaltungen (Stiftungsfest, Rekonstitutionsfest) organisiert und die Aktiven des Corps finanziell unterstützt.
Im Jahre 1892 wurde mit Unterstützung der Alten Herren das erste Corpshaus der Freiburger Rhenanen gebaut. Sehr bald stellte sich jedoch heraus, dass es für den aufwändigen Corpsbetrieb nicht groß genug war. 1912/1913 wurde daher das alte Corpshaus abgerissen und an derselben Stelle nach Plänen des Berliner Architekten Bruno Möhring ein größeres und schöneres Haus im Jugendstil errichtet. Carl Vering hatte es ermöglicht. Glasfenster für das neue Haus schuf 1913 Rudolf Linnemann aus Frankfurt (Unterlagen hierzu im Linnemann-Archiv).
Mit Beginn des Ersten Weltkriegs musste das Corps erneut schließen. Das Corpshaus wurde aufgrund der Frontnähe vom Deutschen Heer (Deutsches Kaiserreich) als Lazarett genutzt. 296 Rhenanen zogen in diesen Krieg, 56 davon kehrten nicht zurück. Kurz nach Kriegsende 1918 rekonstituierte Walter Roth das Corps.
Im Jahre 1931 erwarb die Altherrenschaft in Altglashütten eine Skihütte ⊙. Um diese angemessen zu verwalten, wurde gleichzeitig der Verein Freiburger Rhenanenhütte e. V. gegründet. Die Zeit der Weimarer Republik war für das Corps Rhenania eine sehr erfolgreiche Zeit. Die Mitgliederzahlen wuchsen stetig. Diese Entwicklung endete mit der Machtübernahme durch die Nationalsozialisten 1933.

### Das Corps im Nationalsozialismus
Die Politik der NSDAP führte zur „Gleichschaltung“ sprich zum Auflösen aller gesellschaftlichen Gruppen, die sie nicht ausreichend kontrollieren konnten. Am 28. September 1935 beschloss der Kösener Verband (KSCV) seine Selbstauflösung. Rhenania folgte dem und stellte am 12. Oktober 1935 den Aktivenbetrieb offiziell ein, hielt ihn aber faktisch bis in den Zweiten Weltkrieg hinein in vollem Umfang aufrecht und stellte noch im Wintersemester 1936/37 auf neun Mensurtagen rund 50 Partien, darunter rund 20 auf italienische Säbel, der Commentwaffe des NSDStB. Ende 1938 nahm sie die äußeren Formen einer Kameradschaft an, die den Namen Admiral Scheer erhielt. Der Corpsbetrieb wurde dennoch in der bisherigen Form weitergeführt. Bestimmungsmensuren fanden bis Anfang 1944 statt.
Am 27. November 1944 wurde Freiburg im Breisgau durch einen Luftangriff britischer Bomber (Operation Tigerfish) stark zerstört. Das Corpshaus brannte vollkommen aus. Die gesamte Einrichtung und das Corpsarchiv gingen infolgedessen verloren. Über 80 Corpsmitglieder kamen im Verlauf des Zweiten Weltkrieges ums Leben.

### Rekonstitution und Nachkriegszeit

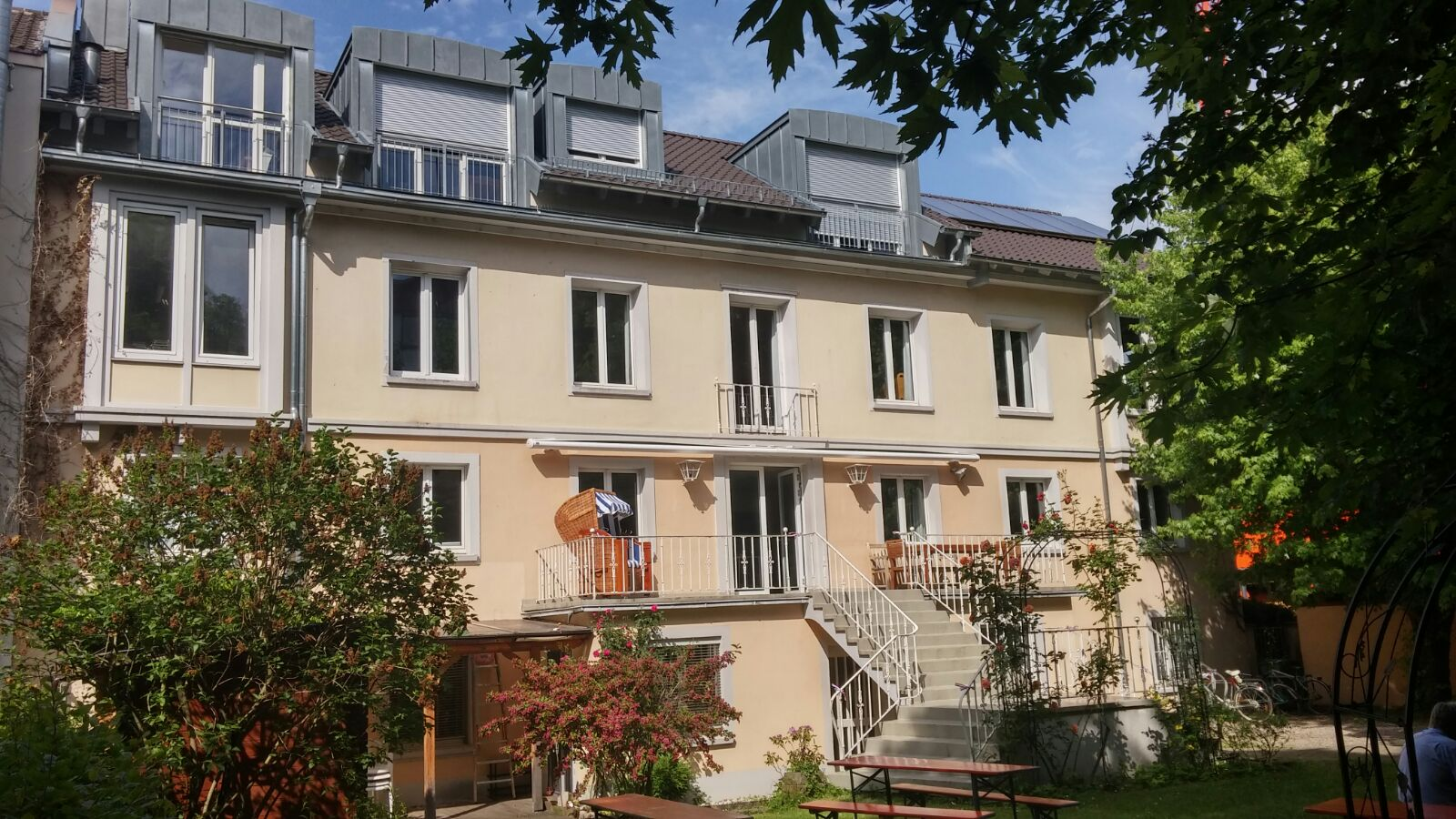
Neues Corpshaus

Die französische Militärregierung verbot zunächst sämtliche studentischen Organisationen und Studentenverbindungen. Zudem waren viele Corpsbrüder nach dem Ende des Krieges damit beschäftigt, ihre Existenz neu zu organisieren. Trotzdem rekonstituierte sich Rhenania bereits am 20. Mai 1950 auf der Rhenanenhütte in Altglashütten unter Führung von Dieter Wengler wieder. Auch ein neues Corpshaus konnte aufgrund großzügiger Spenden einzelner Corpsbrüder errichtet werden. Am 1. Februar 1957 bezogen die Aktiven das dritte Corpshaus an Stelle des zerbombten Hauses in der Albertstraße 32 (⊙).
In der Nachkriegszeit in Deutschland florierte das Corps. Erst die studentischen Unruhen der 68er-Bewegung und das daraus resultierende Aufbrechen der gesellschaftlichen Strukturen in der alten Bundesrepublik führten zu erheblichen Problemen in der Mitgliederzahl sowie dem Verhältnis der jüngeren Generation und der Altherrenschaft. Doch auch diese schwierige Phase überstand das Corps unbeschadet.
Nachdem Rhenania schon 1867 und 1905 den Kösener Vorortsprecher gestellt hatte, stellte sie 1992 die gesamte Vorortmannschaft. Unter dem Vorsitz von René Lohs wurde zum ersten Mal nach der deutschen Vereinigung eine offizielle Veranstaltung des KSCV – eine Arbeitstagung – in Bad Kösen durchgeführt.
Im Juni 2012 wurde mit über 400 Teilnehmern das 200. Stiftungsfest begangen.

## Auswärtige Beziehungen
Rhenania zählt zum blauen Kreis und bildet mit Teutonia Marburg, Rhenania Tübingen und Rheno-Guestphalia das Eiserne Kartell, früher bekannt als „Kohlekartell“.
Kartelle
1852 Corps Guestphalia Bonn
1858 Corps Teutonia Marburg
1908 Corps Rheno-Guestphalia
1954 Corps Rhenania Tübingen
Befreundete Corps
1885 Corps Palaiomarchia (innig befreundet)
1889 Corps Guestfalia Greifswald
1892 Corps Starkenburgia
1921 Corps Onoldia
1950 Corps Palaiomarchia-Masovia Kiel
2022 Corps Suevia Heidelberg

## Mitglieder
In alphabetischer Reihenfolge

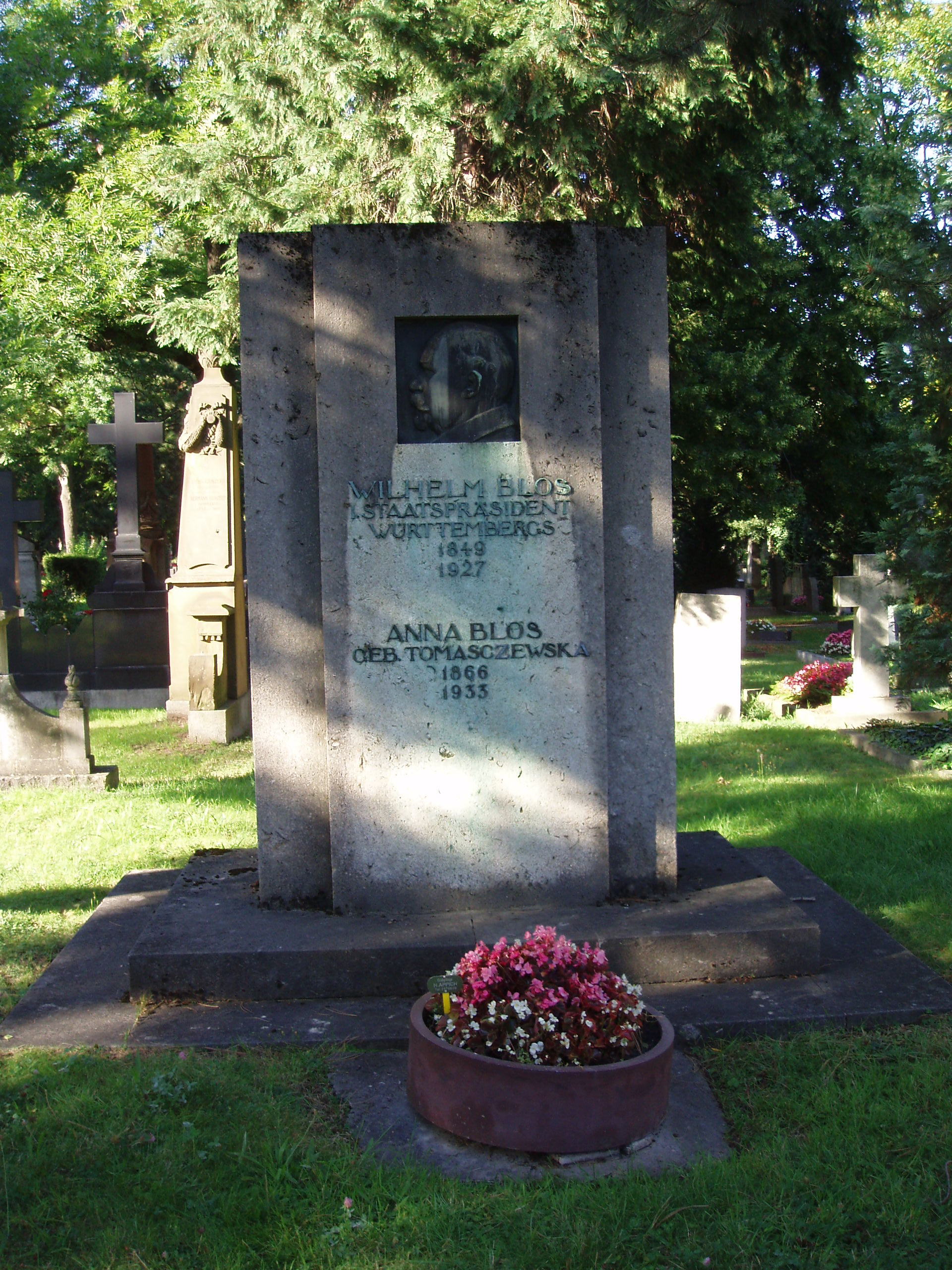
Grab von Wilhelm Blos auf dem Pragfriedhof Stuttgart

- Karl Arnsperger (1870–1934), badischer Oberamtmann und Ministerialrat
- Hugo Bach (1859–1940), Mediziner, Erfinder der künstlichen Höhensonne
- Max von Baden (1867–1929), letzter kaiserlicher Reichskanzler, preußischer Ministerpräsident
- Jobst-Hubertus Bauer (* 1945), Rechtsanwalt
- Julius Baumgärtner (1837–1913), Mediziner
- Wilhelm von Bausch (1804–1873), Abgeordneter der Badischen Ständeversammlung
- Bernhard von Beck (1821–1894), Chirurg, Generalarzt
- Bernhard von Beck (1863–1930), Chirurg
- Karl Joseph Beck (1794–1838), Professor der Medizin und Prorektor der Universität Freiburg
- Ernst Felix Becker (1883–1970), badischer Landrat, Direktor des Oberversicherungsamts in Konstanz
- Jürgen Becker (* 1944), Jurist, Mitglied und Sprecher des Vorstands der GEMA
- Johann Baptist Bekk (1797–1855), Badischer Ministerpräsident
- Wilhelm Blos (SPD) (1849–1927), MdR, 1918–1920 erster Staatspräsident Württembergs
- Burghard Bock von Wülfingen (1874–1950), preußischer Landrat
- Friedrich Boden (1870–1947), Diplomat
- Robert Boden (1865–1943), Innenminister des Herzogtums Braunschweig
- Franz von und zu Bodman (1835–1906), Reichstags- und Landtagsabgeordneter (Zentrum)
- Franz Böhm (1895–1977), 1946 Hessischer Kultusminister, Ordinarius für Bürgerliches und Wirtschaftsrecht an der Universität Frankfurt am Main, Mitbegründer der Sozialen Marktwirtschaft, MdB
- Gustav Bothe (1870–1948), Versicherungsbeamter
- Alfred Bräunig (1847–1927), Bürgermeister von Rastatt
- Adolf Buchenberger (1848–1904), Badischer Finanzminister
- Rudolf Freiherr von Buol-Berenberg (1842–1902), MdR, Reichstagspräsident
- Josef von Chrismar († 1875), badischer Oberamtmann
- Wilhelm Compter (1890–1966), Landrat in Weinheim und Mosbach, Bürgermeister in Pforzheim
- Heinrich Cron (1858–1940), badischer Oberamtmann, Direktor des badischen Landesgewerbeamts
- Kurd von Damm (1862–1915), MdR
- Karl Danner (um 1801–1873), badischer Oberamtmann
- Carl von Dapper (1863–1937), Geheimrat, Inhaber eines Sanatoriums in Bad Kissingen
- Philipp Deichmann (1889–1962), Landrat
- Ludwig Denecke (1905–1996), Germanist und Bibliothekar, Brüder Grimm-Forscher
- Franz Dietz (1794–1840), badischer Oberamtmann
- Walter Dietze (1888–1962), Verlagsbuchhändler
- Walter Dilthey (1877–1955), Chemiker
- Rudolf Dittler (1881–1959), Professor für Physiologie
- Herbert Dittmann (1904–1965), deutscher Botschafter
- Martin Dossmann (* 1954), Hauptgeschäftsführer der Bauwirtschaft Rheinland-Pfalz, Honorarprofessor für privates Baurecht an der Hochschule Mainz
- Georg Ferdinand Duckwitz (1904–1973), Nationalsozialist, Retter dänischer Juden im Zweiten Weltkrieg, Staatssekretär bei Willy Brandt
- Leopold Durm (1878–1918), Arzt und Kunstmaler
- Hans Ehrenberg (1894–1977), Rektor der RWTH Aachen
- Wilhelm Engler (1880–1958), Verwaltungsjurist
- Melchior Fieser (1803–1880), badischer Oberamtmann und Ministerialrat, Mitglied der Zweiten Kammer der Badischen Ständeversammlung
- Wilhelm Fischer (1892–1969), Ordinarius für Chirurgie in Kiel
- Sebastian Frey (um 1790–1878), Oberamtmann und Oberamtsrichter in Baden
- Karl Geiler (1878–1953), Hessischer Ministerpräsident (parteilos)
- Albert Gönner (1838–1909), Oberbürgermeister von Baden-Baden (Nationalliberale Partei), 1893–1906 Präsident der 2. Badischen Kammer
- Erwin Gündert (1878–1945), Oberbürgermeister von Pforzheim, MdL
- Wilhelm Hamkens (1883–1962), Jurist, Politiker (NSDAP)
- Heinrich Hebting (1865–1933), badischer Landeskommissär
- Max Heimann (1872–1939), Jurist, Major, DVP-Politiker im Freistaat Preußen
- Graf Hennin (1806–1882), Verwaltungsjurist, Mitglied der Badischen Ständeversammlung
- Hermann Hoffmann (1891–1944), Rektor der Universität Tübingen
- Carl Honsell (1805–1876), Amtmann und Amtsvorstand des Bezirksamts Konstanz, Hofgerichtsrat
- Werner Hosemann (* 1954), HNO-Ordinarius in Greifswald
- Walther Jänecke (1888–1965), Zeitungsverleger und Politiker
- Johannes Johansen (1870–1945), Oberbürgermeister von Krefeld
- Hans Kadelbach (1900–1979), Segelsportler, Teilnehmer an den Olympischen Spielen 1952 in Helsinki
- Karl Kamm (1870–1946), Oberamtmann in Buchen, Vortragender Rat im Badischen Innenministerium
- Albert Kapferer (1868–1918), Oberamtmann in Freiburg und Säckingen
- Eugen Keidel (1909–1991), Oberbürgermeister von Freiburg
- Rudolf Kimmig (1869–1944), Generaldirektor der Karlsruher Lebensversicherung AG
- Karl Kißling (1875–1953), Ärztlicher Direktor der Krankenanstalten Mannheim
- Kurt Klamroth (1904–1961), Richter am Bundesverwaltungsgericht
- Hans Kleinschmidt (1885–1977), Kinderarzt
- Hermann Klingspor (1885–1969), Papierfabrikant, MdR
- Bernhard Köttgen (1909–1999), Verwaltungsjurist, Offizier und Richter
- Karl August Kopp (1836–1897), badischer Oberamtmann, Kollegialmitglied beim Verwaltungsgerichtshof in Karlsruhe
- Gottfried Kritzler (1859–1913), Landrat des Kreises Strelno, deutscher Vizekonsul in Salina Cruz
- Werner Kroeber-Riel (1934–1995), Marketingwissenschaftler
- Karl Josef Leo (um 1792–1851), Oberamtmann in Engen und Donaueschingen
- Heinrich Lippert (1882–1943), Staatskommissar bei der Berliner Börse, geschäftsführendes Präsidialmitglied des Reichsverbandes der Privatversicherung
- Wilhelm Lueg (1880–1956), Kolonial- und Ministerialbeamter
- Ulrich Lunscken (1952–2008), Botschafter
- Johannes Maurach (1883–1951), Dramaturg und Regisseur, 1923 Generalintendant in Nürnberg und Danzig
- Werner Meißner, Vorsitzender des oKC 1905, Vorsitzender des VAC-Vorstands 1925–1933, Generalstaatsanwalt in Braunschweig
- Johann Michael Menzinger (1792–1877), Landvogt und Landverweser in Vaduz
- Marquard Georg Metzger (um 1805–1872), Oberamtmann in Bonndorf, Stockach, Staufen und Oberkirch
- Otto Meyer (1867–1951), Präsident des OLG Celle (1934 aus Rhenanias Mitgliederliste gestrichen)
- Woldemar Mobitz (1889–1951), Kardiologe
- Albert Muth (1848–1922), Oberamtmann in Schönau, Buchen, Donaueschingen, Rastatt und Freiburg, geschäftsführender Landeskommissär in Freiburg
- Erich Neumann (1892–1951), Staatssekretär im Vierjahresplan
- Ludwig Opel (1880–1916), Industrieller
- Hans Piekenbrock (1893–1959), Generalleutnant, Träger des Eichenlaubs zum Ritterkreuz des Eisernen Kreuzes
- Richard Reinhard (1846–1920), badischer Oberamtmann, Landeskommissär und Staatsrat, Stimmführendes Mitglied des badischen Staatsministeriums und Mitglied der Ersten Kamer der Badischen Ständeversammlung
- Hermann Reuter (1870–1934), Marinejurist
- Volker Rieble (* 1961), Ordinarius für Arbeitsrecht und Bürgerliches Recht in München
- Leopold Rieder (1807–1881), Oberamtmann in Triberg, Tauberbischofsheim, Waldshut und Gengenbach
- Dietmar-Christian Riemer (* 1951), Rundfunkjournalist im ARD-Hauptstadtstudio
- Klaus Rother (1926–2016), Immunologe und Serologe
- Gustav von Rotteck (1822–1893), provisorischer Amtsvorstand in Meßkirch während der Badischen Revolution, Landgerichtspräsident in Freiburg, Mitglied der Zweiten und Ersten Kammer der Badischen Ständeversammlung
- Maximilian Ruth (ca. 1802–1873), badischer Oberamtmann
- August Schlettwein (1868–1916), mecklenburgischer Amtmann
- Otto Schlüter (1872–1959), Ordinarius für Geographie in Halle, Präsident der Leopoldina
- Victor Schmieden (1874–1945), Ordinarius für Chirurgie in Frankfurt am Main
- Karl Schneider (1870–1941), Präsident des Badischen Verwaltungsgerichtshofes in Karlsruhe
- Wilhelm Schneidewind (1860–1931), Professor für Agrikulturchemie an der Friedrichs-Universität Halle
- Hans-Hermann Schwick (* 1947), Rechtsanwalt, ehm. Präsident des Bundesligavereins Arminia Bielefeld
- Ignaz Schwörer (1800–1860), Gynäkologe und Geburtshelfer
- Walter Seidel (1876–1944), Bankmanager
- Eugen von Seyfried (1816–1889), Jurist und Politiker im Großherzogtum Baden
- Ferdinand Siegert (1865–1946), Kinderarzt
- Leopold Sonntag (1830–1896), Amtsvorsteher im Großherzogtum Baden
- Georg Fidel Stigler (um 1798–1874), Oberamtmann in Breisach, Ettenheim und Bühl
- Richard Streng (1876–1951), Staatssekretär in Baden
- August Stricker (1857–1925), Mediziner
- Emil Stromeyer (1880–1951), Textilfabrikant
- Carl Vering (1871–1955), Bauunternehmer und Philosoph, Mäzen der Bayreuther Festspiele
- Otto Waenker von Dankenschweil (1808–1885), MdR
- Friedrich August Walchner (1799–1865), Geologe, Chemiker und Mineraloge in Karlsruhe
- Constantin von Waldburg-Zeil (1807–1862), Fürst, Mitglied der Frankfurter Nationalversammlung
- Roderich Walther (1884–1966), Landrat in Gumbinnen
- Victor Weidtman (1853–1926), Mitglied des Preußischen Herrenhauses und der Nationalversammlung, Präsident der IHK Aachen
- Walther C. Wever (* 1955), Vorstandsmitglied der VARTA AG, Vorsitzender der Geschäftsführung der VB Autobatterie GmbH & Co KGaA, Vorstandsvorsitzender der Curanum AG
- Friedrich Widmann (1808–1881), Oberamtmann in Ostrach
- Hermann Wiesler (1932–1999), Kunstsoziologe
- Johann Wild (1858–1903), Oberamtmann in Buchen und Waldshut, Ministerialrat im badischen Innenministerium
- Carl Willecke (1886–1946), Ministerialbeamter, Präsident des Reichswirtschaftsgerichts
- Hermann Winkhaus (1897–1968), Vorstandsvorsitzender der Mannesmann AG
- Paul Winkhaus (1862–1933), Urologe und Politiker (DDP) in Waldeck
- Georg Wolf (1817–1864), Oberamtmann, Amtsvorstand in Emmendingen und Schopfheim
- Hans Zangemeister (1907–1970), Audiologe
- Hans Ziegner-Gnüchtel (1859–1926), Bürgermeister von Wilhelmshaven